# Jean Blondel

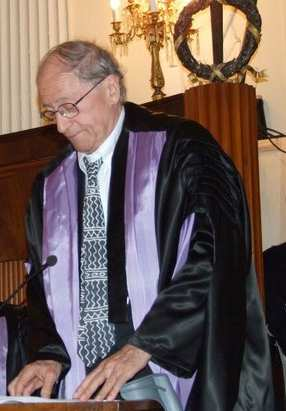
Jean Blondel (2008)

Jean Fernand Pierre Blondel (* 26. Oktober 1929 in Toulon; † 25. Dezember 2022) war ein französischer Politologe auf dem Gebiet der vergleichenden Politikwissenschaft. Von 1964 bis 1984 war er Professor für Politikwissenschaft an der Universität Essex sowie von 1985 bis 1994 am Europäischen Hochschulinstitut Florenz, an dem er 1994 emeritiert wurde. Zudem war er von 1970 bis 1980 Gründungsdirektor des European Consortium for Political Research. 2004 wurde er für sein Werk mit dem Johan-Skytte-Preis ausgezeichnet.

## Werdegang
Blondel wurde 1929 in Toulon geboren und wuchs in Paris auf. Nach dem Besuch einer Jesuiten-Schule studierte er zunächst am Institut d’études politiques de Paris, an dem er 1953 ein Diplom erhielt. Anschließend erhielt er ein Stipendium am St. Antony’s College in Oxford, an dem er daraufhin von 1953 bis 1955 studierte und mit einem Baccalaureus Litterarum abschloss. Nach dem Militärdienst beim französischen Heer kehrte er nach Großbritannien zurück und studierte bis 1958 an der University of Manchester.
Von 1958 bis 1963 lehrte er als Dozent am Fachbereich für politische Institutionen des University College of North Staffordshire (der heutigen Keele University), dann war er Fellow an der Yale University. 1964 wurde er Professor an der neu gegründeten Universität Essex und baute dort den Fachbereich für Politikwissenschaft mit auf, dessen erster Vorsitzender er wurde. In Essex lehrte er bis 1984 und war anschließend zunächst bei der Russell Sage Foundation in New York, ehe er 1985 als Professor für Politikwissenschaft an das Europäische Hochschulinstitut (EUI) in Florenz berufen wurde. 1994 wurde er am EUI emeritiert und war dort anschließend noch bis 2000 als externer Professor tätig.
Er war einer der Mitinitiatoren des European Consortium for Political Research (ECPR) und von 1970 bis 1980 dessen Gründungsdirektor.
Ab 1993 war er Mitglied der Academia Europaea, ferner der American Academy of Arts and Sciences und der Schwedischen Akademie der Wissenschaften.

## Forschungstätigkeit
Blondel forschte intensiv auf mehreren Gebieten der vergleichenden Politikwissenschaft und trug insbesondere maßgeblich zur Theorie der Parteiensysteme, der Analyse von Regierungskabinetten sowie den Beziehungen zwischen Parteien und Regierungen bei. Sein späteres Interesse galt zudem dem weltweiten Vergleich verschiedener Präsidialsysteme, mit besonderem Fokus auf lateinamerikanische und afrikanische Länder sowie die Länder der ehemaligen Sowjetunion.
Laut dem ECPR ist die Anzahl seiner wissenschaftlichen Veröffentlichungen so weitreichend, dass keine vollständige Liste davon erhalten ist, wobei sein Werk jedoch „mindestens“ 29 Bücher umfasst. Insbesondere seine Bücher Voters, Parties, and Leaders (1963), An Introduction to Comparative Government (1969) und Political Parties (1978) gelten dabei als grundlegende Werke der Politikwissenschaft.

## Ehrungen
Für „seinen herausragenden Beitrag zur Professionalisierung der europäischen Politikwissenschaft, sowohl als ein Pionierarbeit leistender Komparatist als auch beim Aufbau von Institutionen“ wurde Blondel 2004 der Johan-Skytte-Preis verliehen. Darüber hinaus erhielt er unter anderem für sein Lebenswerk Lifetime Achievement Awards der British Political Studies Association (2000) sowie des ECPR (2022).
Er war Ehrendoktor der University of Salford, der University of Essex, der Universität Löwen, der Universität Turku, der Universität Macerata (2007) und der Universität Siena (2008).
Seit 2003 verleiht das ECPR jährlich den nach ihm benannten Jean Blondel PhD Prize für die beste politologische Dissertation.

## Schriften (Auswahl)
- Voters, parties and leaders. The social fabric of British politics. Penguin Books, Harmondsworth 1963.
  - In deutscher Übersetzung: Demokratie in England. Wähler, Parteien, Politiker. Fischer Bücherei, Frankfurt am Main und Hamburg 1964.
- An Introduction to Comparative Government. Weidenfeld & Nicolson, London 1969.
- Comparative legislatures. Prentice Hall, Englewood Cliffs 1973.
- Political parties. A genuine case for discontent? Wildwood House, London 1978.
- The Discipline Of Politics. Butterworths, London und Boston 1981.
- Political leadership: towards a general analysis. Sage, London und Beverly Hills 1987.
- mit Ferdinand Müller-Rommel (Hrsg.): Cabinets in Western Europe. Macmillan, Basingstoke 1988.
- mit Ferdinand Müller-Rommel (Hrsg.): Governing together. The extent and limits of joint decision-making in Western European cabinets. St. Martin’s Press, New York 1993.
- mit Maurizio Cotta (Hrsg.): Party and government. An inquiry into the relationship between governments and supporting parties in liberal democracies. St. Martin’s Press, New York 1996.
- mit Richard Sinnott und Palle Svensson: People and Parliament in the European Union. Participation, democracy, and legitimacy. Clarendon Press, Oxford 1998.
- mit Maurizio Cotta (Hrsg.): The nature of party government. A comparative European perspective. St. Martin’s Press, New York 2000.
- mit Ferdinand Müller-Rommel (Hrsg.): Cabinets in Eastern Europe. Macmillan, Basingstoke 2001.
- Political leadership, parties and citizens. The personalisation of leadership. Routledge, London und New York 2010, ISBN 978-0-415-54736-9.
- mit Manuel Alcántara und Jean-Louis Thiébault (Hrsg.): Presidents and Democracy in Latin America. Routledge, London und New York 2018, ISBN 978-1-138-08207-6.